# Alda Lima Falcão
Alda Lima Falcão (Aracati, 27 de março de 1925 – Belo Horizonte, 31 de agosto de 2019) foi uma entomóloga e pesquisadora brasileira. Foi referência nacional em estudos sobre a Leishmaniose.

## Biografia
Alda nasceu na cidade de Aracati, no Ceará, em 1925. De família humilde, era a segunda filha entre cinco irmãos. No final da década de 1930, viu eclodir no país uma grande epidemia de malária, que atingiu especialmente a região nordeste, incluindo sua cidade. A epidemia causou muitas mortes entre 1938 e 1939, causada pelo mosquito Anopheles gambiae. 
Com apenas 14 anos, Alda interrompeu o ensino secundário para trabalhar lavando a vidraria de análises no laboratório de treinamento sobre a doença, criado através de uma parceria entre o  Serviço Nacional de Malária do Nordeste e a Fundação Rockefeller, chefiado por Maria José von Paumgartten Deane.
Durante o período que trabalhou no laboratório, entre 1939 e 1942, Alda acaba se interessando pelas pesquisas sobre insetos. Com o auxílio de pesquisadores, aprendeu a coletar, montar o espécime, identificar e cruzar os mosquitos. Trabalhou no laboratório até o fim da epidemia e a consequente retirada da equipe de pesquisadores da Fundação Rockefeller.
Em 1942, com o controle da doença na região, as atividades do laboratório foram encerradas e a equipe foi destacada para atuar no Serviço Especial de Saúde Pública (SESP) em Belém, entretanto Alda não pode acompanhar por ainda ser menor de idade.
Em 1943, Alda se mudou para Fortaleza, onde ingressou no Serviço Nacional de Malária como entomóloga, apesar de não ter formação oficial na área. Segundo a própria, não havia oferta de cursos na área de ciências biológicas no período noturno na região, que pudessem ser conciliados com sua rotina diurna de trabalho. Por isso, conclui o curso de Contabilidade.
No Serviço Nacional de Malária em Fortaleza, Alda desempenhou várias atividades envolvendo a coleta e identificação de espécies. Posteriormente, com a incorporação do Serviço Nacional de Malária pelo Departamento Nacional de Endemias Rurais, realizou um estágio com Durval Tavares Lucena em Recife, e passou a se interessar pelos insetos vetores na transmissão da doença de Chagas e flebotomíneos.
Em 1947, Alda se casou com o controlador de voo Alberto Rocha Falcão, deixando de se chamar Alda Lima Barbosa. No mesmo período, o casal se mudou para Belo Horizonte e ambos passaram a atuar nas instalações de entomologia na Fundação Ezequiel Dias.
Em meados da década de 1950 Alda ingressa no Instituto Nacional de Endemias Rurais (INERu), pesquisando sobre esquistossomose. Entretanto, com a mudança do Instituto de Malariologia do Rio de Janeiro para Belo Horizonte (passando a se chamar Centro de Pesquisa de Belo Horizonte), em 1956, ela pede transferência para o Instituto, por preferir essa área de atuação.

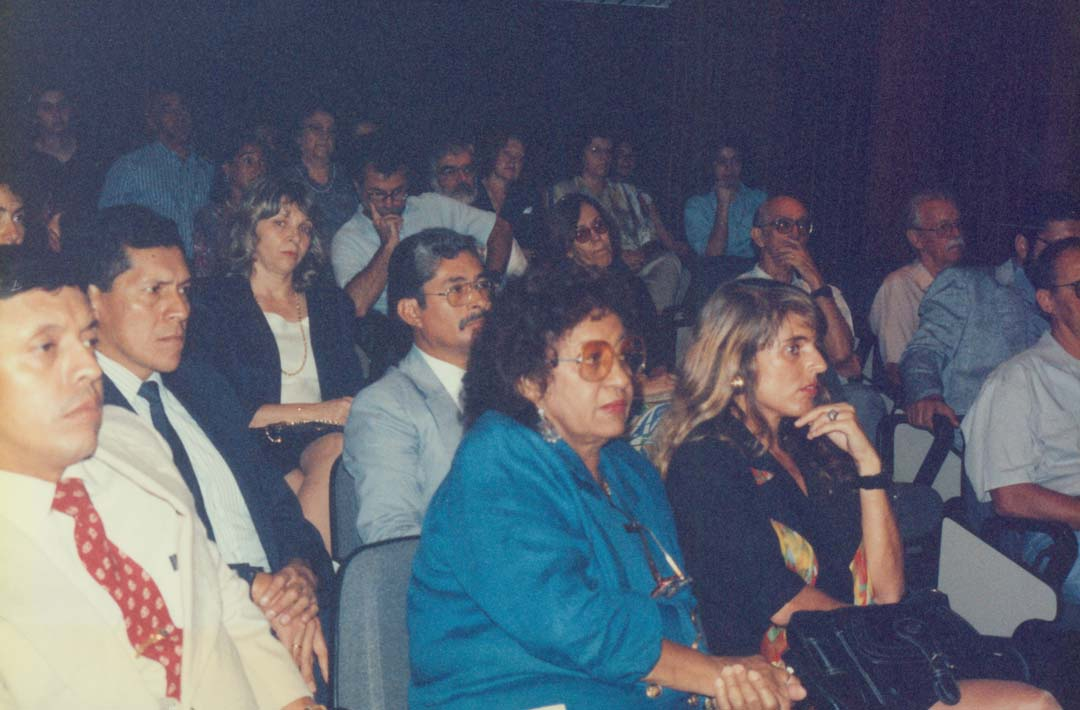
Alda Falcão (de roupa azul), em 1991

Na Universidade de São Paulo, em 1958, Alda completou o curso de especialização em entomologia médica da Faculdade de Higiene e Saúde Pública.

## Legado
Em sua carreira, Alda deu aulas de taxonomia e em seu pioneiro curso de flebotomíneos ela foi a responsável pelo treino e capacitação de vários alunos e profissionais de várias regiões do Brasil. Em parceria com Amilcar Martins, criou a Coleção de Flebotomíneos (COLFLEB) no Instituto René Rachou. Participou do grupo de pesquisa "Computer Aided Identification of Phlebotomine sandflies of Americas (Cipa) e criou o Laboratório de Leishmaniose (posteriomente chamado Ambulatório Alda Lima Falcão).
Alda criou o Centro de Referência Nacional e Internacional para Flebotomíneos em 1991, que fornece importantes dados de vigilância em saúde no território brasileiro. Em sua carreira publicou um livro de referência e 101 artigos científicos, descreveu 43 espécies, um novo subgênero e um novo gênero de flebotomíneo. Pelo menos três novas espécies foram nomeadas em sua homenagem (Lutzomyia aldafalcaoae, Lutzomyia limafalcaoae e Lutzomyia falcaorum). 
Alda foi uma das responsáveis pelo início da Coleção de Flebotomíneos da Fiocruz, uma das mais importantes e completas do mundo, com cerca de 92 mil espécimens distribuídos em 370 espécies nas Américas e outras 43 distribuídas na Europa, Ásia e África.
Alda foi diretora do Laboratório de Leishmanioses do Instituto René Rachou de 1976 a 1994, ano em que foi aposentada compulsoriamente, por ter completado 70 anos de idade. O Ambulatório Clínico de Leishmaniose da instituição leva hoje seu nome. Em 1991, Alda recebeu a Medalha Meio século de Contribuição a Ciência da Fiocruz. Em 2005, tornou-se Pesquisadora Honorária pela Fundação Oswaldo Cruz e e em 2007 recebeu o título de Pesquisadora Emérita da mesma instituição. Em 2018, um grafite foi feito no muro da instituição em Belo Horizonte, onde seu rosto foi pintado em sua homenagem.

## Morte
Alda morreu em 2019, aos 94 anos, em Belo Horizonte.